# Mary Louise Wilson
Mary Louise Wilson (New Haven, 12 novembre 1931) è un'attrice, cantante e commediografa statunitense, attiva in campo teatrale (sia prosa che musical), cinematografico e televisivo.

## Biografia
Mary Louise Wilson è nata a New Haven, nel Connecticut, ultima di tre fratelli; il padre era un medico, specializzato nella cura della tubercolosi. A sette anni, Mary Louise si trasferisce con la famiglia a New Orleans, dove rimane fino al diploma. Compie gli studi universitari presso la Northwestern University School of Speech, dove si specializza inizialmente in recitazione e poi in letteratura. Riprenderà le lezioni di recitazione nel 1963, con Uta Hagen e Sanford Meisner, e negli anni settanta ha seguito un corso di scrittura alla Columbia University.
Nel 1964 ha sposato l'attore Albert “Chibbie” Cibelli, ma il matrimonio si è concluso tre anni dopo.

## Carriera
Dopo la laurea si trasferì a New York con il fratello Hugh e ha lavorato come segretaria presso diversi architetti. Debuttò a teatro nel 1957 nella commedia di Thornton Wilder Piccola città e l'anno successivo ha interpretato il suo primo musical quando sostituì Bea Arthur nel ruolo di Lucy nell'Opera da tre soldi di Brecht. Successivamente ha lavorato in alcune pubblicità e riviste musicali di Julius Monk in scena a New York fino al 1963, quando ha debuttato a Broadway nel musical Hot Spot con Judy Holliday. Nell'estate del 1964 interpreta Ado Annie in un tour di Oklahoma! e nel 1965 è tornata a Broadway con il primo successo di John Kander e Fred Ebb: Flora, the Red Menace con Liza Minnelli. Negli anni successivi ha lavorato a Broadway nella commedia Lovers and Other Strangers (1968) e nei musical Noël Coward's Sweet Potato (1968) e Promises, Promises (1970).
Nel 1974 ha interpretato la spogliarellista Tessie Tura nel tour e nel primo revival di Broadway del musical Gypsy con Angela Lansbury; oltre ad interpretare Tessie, Mary Louise era anche la prima sostituta per il ruolo della Lansbury e andò in scena al posto della prima attrice nella sosta a Los Angeles del tour. Negli anni settanta ha recitato in numerose altre opere di prosa e musical, tra cui: Whispers in the Wind (Off Broadway, 1970), Watercolor & Criss-Crossing (Broadway, 1970), L’opera del mendicante (Chelsea, 1972), The Women (Broadway, 1973), The Royal Family (Broadway, 1975) e L'importanza di chiamarsi Ernesto (Broadway, 1977).
Negli anni ottanta la sua attività teatrale contava apparizioni in commedia e musical come The Philadelphia Story (1980), Anyone Can Whistle (1980), Fools (1981), Alice in Wonderland and Through the Looking Glass con Meryl Streep (1982), Going Hollywood (1983), La strana coppia con Rita Moreno (1985) e Macbeth (1990). Sono anche gli anni in cui si intensifica l'attività cinematografica e recita in film come Zelig 1983), Casa, dolce casa? (1986), Cimitero vivente (1989) e She-Devil - Lei, il diavolo, oltre alla soap opera La valle dei pini.
Dal 1989, anno in cui Diana Vreeland morì, Mary Louise ed il drammaturgo Mark Hampton si assicurarono i diritti dell'autobiografia della celebre giornalista ed ex direttrice di Vogue per portare in scena la vita della donna; la commedia scritta a quattro mani, intitolata Full Galop, fu messa in scena diverse volte in forma privata prima di approdare al debutto a New York: al Cosmopolitan Club nel marzo 1992, alla Juilliard School, a Woodstock nel maggio 1993, a Sag Harbor nel giugno 1993, da McGraw's nel marzo 1994 e a San Diego nell'autunno del 1994. Full Gallop debuttò al Manhattan Theatre Club nell'Off Broadway nel 1995 e per la sua interpretazione nei panni di Diana Vreeland Mary Louise vinse l'Obie Award ed il Drama Desk Award alla miglior attrice. Full Gallop rimase in scena per undici mesi. Nel 1997 Mary Louise riceve la sua seconda candidatura al Drama Desk per Bosoms and Neglet e nel 1998 viene candidata al Tony Award alla miglior attrice non protagonista in un musical per Cabaret, musical di John Kander diretto da Sam Mendes. Nel 1999 tornò a interpretare Diana Vreeland a Londra.
Nel 2006 ha recitato nel musical Grey Gardens nell'Off Broadway e l'anno successivo anche a Broadway: per la sua performance nel ruolo di Edith Beale, Mary Louise ha vinto il Tony Award alla miglior attrice non protagonista in un musical, oltre ad essere stata candidata al Drama Desk Award, Obie Award, Lucille Lortel Awards e all'Outer Critics Circle Award. Nel 2012 vince l'Obie Award per la sua performance nella commedia 4000 Miles e nel 2015 viene candidata all'Outer Critics Circle per On The Twentieth Century con Kristin Chenoweth.
Nel 2015 ha pubblicato la sua autobiografia, My FIrst One Hundred Years in Show Business. Nello stesso anno è la protagonista del documentario di Ron Nyswaner She's the Best Thing in It.

## Filmografia parziale

### Cinema
- Una squillo per l'ispettore Klute (Klute), regia di Alan J. Pakula (1971)
- Allucinante notte per un delitto (Going Home), regia di Herbert B. Leonard (1971)
- Il re degli zingari (The King of the Gypsies), regia di Frank Pierson (1978)
- Il più bel dasino del Texas (The Best Little Whorehouse in Texas), regia di Colin Higgins (1982)
- Zelig (Zelig), regia di Woody Allen (1983)
- Casa, dolce casa? (The Money Pit), regia di Richard Benjamin (1986)
- Cimitero vivente (Pet Sematary), regia di Mary Lambert (1989)
- She-Devil - Lei, il diavolo (She-Devil), regia di Susan Seidelman (1989)
- Green Card - Matrimonio di convenienza (Green Card), regia di Peter Weir (1990)
- Mister Wonderful (Mister Wonderful), regia di Anthony Minghella (1993)
- Le avventure di Huck Finn (The Adventures of Huck Finn), regia di Stephen Sommers (1993)
- Nemiche amiche (Stepmom), regia di Chris Columbus (1998)
- Nebraska (Nebraska), regia di Alexander Payne (2013)
- She's the Best Thing in It, regia di Ron Nyswaner (2015)
- Ocean's 8, regia di Gary Ross (2018)

### Televisione
- Un salto nel buio (Tales from the Darkside) - serie TV, episodio 3x10 (1986)
- A Natale tutto è possibile (A Season for Miracles), regia di Michael Pressman – film TV (1999)
- La valle dei pini (All My Children) – serie TV, 3 episodi (1999-2000)
- I Soprano (The Sopranos) - serie TV, 1 episodio (2000)
- Louie - serie TV, 1 episodio (2010)
- Nurse Jackie - Terapia d'urto (Nurse Jackie) - serie TV, 1 episodio (2012)
- Devious Maids - Panni sporchi a Beverly Hills (Devious Maids) - serie TV, 1 episodio (2014)
- Mozart in the Jungle - serie TV, 4 episodi (2014-2018)
- Deadbeat - serie TV, 1 episodio (2015)
- Orange Is the New Black - serie TV, 2 episodi (2016-2019)
- Modern Family - serie TV, 2 episodi (2018-2019)
- Tales of the City - serie TV, 1 episodio (2019)

## Teatrografia
- Bonds of Interest, Sheridan Square Playhouse di New York (1958)
- L'opera da tre soldi, Theatre De Lys di New York (1959)
- Dressed to the Nines, Downstairs at the Upstairs di New York (1960)
- Seven Come Eleven, Upstairs at the Downstairs di New York (1961)
- Dime a Dozen, Plaza 9 Music Hall di New York (1962)
- Hot Spot, Majestic Theatre di Broadway (1963)
- Flora, The Red Menace, Alvin Theatre di Broadway (1965)
- Go Fly a Kite, Williamsburg, Virginia (1966)
- Lovers and Other Strangers, Brooks Atkinson Theatre di New York (1968)
- Noël Coward's Sweet Potato, Ethel Barrymore Theatre e Booth Theatre di Broadway (1968)
- An Evening for Merlin Flinch, Mitzi E. Newhouse Theatre di New York (1968)
- Whispers on the Wind, Theatre De Lys di New York (1970)
- Watercolor & Criss-Crossing, ANTA Playhouse di Broadway (1970)
- Promises, Promises, Shubert Theatre di Broadway (1971)
- L'opera del mendicante, Chelsea Theatre Center at Brooklyn Academy of Music di New York (1972)
- The Women, 46th Street Theatre di Broadway (1973)
- Gypsy, Winter Garden Theatre di Broadway (1974)
- Gypsy, tour statunitense (1975)
- The Royal Family, Hayes Theatre di Broadway (1975)
- L'importanza di chiamarsi Ernesto, Circle in the Square di Broadway (1977)
- Chi ha paura di Virginia Woolf?, Geva Theater di Rochester (1979)
- Anyone Can Whistle, Berkshire Theatre Festival di Stockbridge (1980)
- The Philadelphia Story, Lincoln Center di New York (1980)
- Fools, Eugene O'Neill Theatre (1981)
- Sister Mary Ignatius Explains It All For You, Westside Theatre di New York (1981)
- Alice in Wonderland and Through the Looking Glass, Virginia Theatre di Broadway (1982)
- Baby with the Bathwater, Playwrights Horizons di New York (1983)
- La strana coppia, Broadhurst Theatre di Broadway (1985)
- Macbeth, Joseph Papp Public Theater di New York (1989)
- Prelude to a Kiss, Helen Haynes Theatre di Broadway (1991)
- Flaubert's Latest, Playwrights Horizons di New York (1992)
- False Admissions, Hartford Stage di Hartford (1994)
- Full Gallop, Manhattan Theatre Club Stage II di New York (1995)
- Il treno del latte non ferma più qui, Williamstown Theatre Festival di Williamstown (1996)
- Full Gallop, Westside Theatre di New York (1996)
- Full Gallop, Hampstead Theatre di Londra (1998)
- Cabaret, Studio 54 di Broadway (1998)
- Bosoms and Neglect, Peter Norton Space di New York (1998)
- The Women, American Airlines Theatre di Broadway (2001)
- The Beard of Avon, New York Theatre di New York (2003)
- Oh No You Didn't!, Public Theater Newman di New York (2005)
- The Rivals, Huntington Theatre di Boston (2005)
- Grey Gardens, Playwright Horizons di New York (2006)
- Grey Gardens, Walter Kerr Theatre di Broadway (2006-2007)
- Love, Loss, and What I Wore, Westside Theatre di New York (2009)
- The Guardsman, Berkshire Theatre Festival di Stockbridge (2010)
- 4000 Miles, Mitzi E. Newhouse Theatre di New York (2012)
- On the Twentieth Century, American Airlines Theatre di Broadway (2015)

## Scrittrice

### Autobiografie
- My First Hundred Years in Show Business: A Memoir, New York, Harry N. Abrams, 2016. ISBN 1468313584.

### Teatro
- Full Gallop, con Mark Hampton, New York, Dramatists Play Service, 1998. ISBN 0822215306
- Theatrical Haiku - Seven Short Plays, New York, Dramatists Play Service, 2011. ISBN 0822224941

## Riconoscimenti
- Tony Award
  - 1998 – Candidatura per la miglior attrice non protagonista in un musical per Cabaret
  - 2007 – Miglior attrice non protagonista in un musical per Grey Gardens
- Drama Desk Award
  - 1996 – Miglior one person show per Full Gallop
  - 1999 – Candidatura per la miglior attrice non protagonista in un'opera teatrale per Bosoms and Neglect
  - 2004 – Candidatura per la miglior attrice non protagonista in un'opera teatrale per The Beard of Avon
  - 2007 – Candidatura per la migliore attrice non protagonista in un musical per Grey Gardens
- Drama League Award
  - 2012 – Candidatura per la miglior performance per 4000 Miles
- Lucille Lortel Award
  - 2006 – Candidatura per la miglior attrice non protagonista per Grey Gardens
- Obie Award
  - 1996 – Miglior attrice per Full Gallop
  - 2012 – Miglior attrice per 4000 Miles
- Outer Critics Circle Award
  - 2006 – Candidatura per la miglior attrice non protagonista in un musical per Grey Gardens
  - 2015 – Candidatura per la miglior attrice non protagonista in un musical per On The Twentieth Century

## Doppiatrici italiane
- Paila Pavese in Le avventure di Huck Finn
- Paola Giannetti in Nebraska
- Graziella Porta in Mozart in the Junge
- Micaela Giustiniani in She-Devil-Lei il diavolo
- Ada Maria Serra Zanetti in Orange is the New Black